# محوطه وزمله
محوطه وزمله مربوط به دوره اشکانیان - دوره ساسانیان است و در شهرستان اسلام‌آباد غرب، بخش مرکزی، دهستان حومه شمالی، ۳/۲ کیلومتری روستای سرخک واقع شده و این اثر در تاریخ ۲۶ اسفند ۱۳۸۷ با شمارهٔ ثبت ۲۵۶۸۴ به‌عنوان یکی از آثار ملی ایران به ثبت رسیده است.